# 唎咧
唎咧，即口箫，黎族吹奏乐器，流行于海南岛各地。由7支从细至粗的竹管套接而成，包括吹嘴在内，全长约20厘米，上细下粗，共6个按音孔。最上一节细竹管削劈出一片薄竹，作为吹奏竹簧，或在竹簧内插入麦杆片或树叶片以吹奏。音色圆润、柔和、清亮，有效音域在1个八度以内（d2—d3）。现制成高、中、低三种形制，改用唢呐双簧苇哨，音量增大，音域為13度，用于独奏及合奏。